# Алфи (филм, 1966)
„Алфи“ (на английски: Alfie) е британски комедиен драматичен филм от 1966 г., режисиран от Луис Гилбърт и с участието на Майкъл Кейн. Версията на „Парамаунт Пикчърс“ е адаптирана от едноименната пиеса от 1963 г. на Бил Нотън. След премиерата си в Plaza Theatre в Уест Енд, Лондон на 24 март 1966 г., филмът има успех в боксофиса, радва се на одобрението на критиката и оказва влияние върху британското кино.
Историята разказва за млад женкар, който води егоцентричен и хедонистичен начин на живот, докато събитията не го принуждават да постави под въпрос безгрижното си поведение, самотата и приоритетите си. Алфи изневерява на много жени, третира ги с неуважение, използва ги за секс и домакински задачи. Героят често се обръща към аудиторията, говорейки директно пред камерата, разказвайки и оправдавайки действията си.

## Прием
На Rotten Tomatoes филмът има рейтинг на одобрение от 97%, въз основа на отзиви от 29 критици, със среден рейтинг от 8/10.
Филмът е огромен касов хит. Луис Гилбърт споделя, че успехът на филма е подтикнал Чарлз Блудорн (който купува „Парамаунт Пикчърс“ през 1966 г.) да направи „около двадесет филма“ без звезди на стойност около 500 000 щатски долара, но всички те били неуспешни.

## Наследство
Филмът от 1966 г. е последван от продължението „Скъпи Алфи“ (1975), с Алън Прайс, заместващ Кейн в ролята на главния герой. Актуализиран римейк от 2004 г. включва Джуд Лоу в главната роля.